# وحدات حماية سهل نينوى
وحدات حماية سهل نينوى (بالسريانية: ܚܕܝ̈ܘܬ ܣܬܪܐ ܕܫܛܚܐ ܕܢܝܢܘܐ)‏ هي منظمة عسكرية تشكلت من قبل الأحزاب الآشورية في العراق في 25 تشرين الثاني 2014 بعد قيام تنظيم الدولة الإسلامية (داعش) باحتلال سهل نينوى وتهجير المسيحيين منها، في سنة 2015 أفادت بعض التقارير إلى وجود 5000 مقاتل ضمنها معظمهم تابعين لحزب الحركة الديمقراطية الآشورية.